# Ludwig Benjamin Henz
Ludwig Benjamin Henz (* 23. Mai 1798 in Magdeburg; † 15. Januar 1860 in Berlin) war ein deutscher Ingenieur des Eisenbahnwesens, preußischer Baubeamter und technischer Fachautor.

## Leben

### Herkunft und Familie
Henz stammte aus einer reformierten Berner Familie. Seine Eltern waren der Waffen- und Messerschmied sowie chirurgischer Instrumentenmacher Louis Benjamin Henz (1763–1817) und Auguste Louise Friederike Sastrow († 1848). Er vermählte sich 1834 in zweiter Ehe mit Mathilde Severin (ca. 1813–1870), einer Nichte des preußischen Wirklichen Geheimen Oberbaurats August Severin (1780–1861). Aus der Ehe sind fünf Kinder hervorgegangen.

### Werdegang
Ludwig Henz widmete sich zunächst in Magdeburg dem Baufach und wurde nach Ablegung seiner Staatsprüfung bei Schiffbarmachung der Lippe zuerst in Hamm, dann bei der Korrektion der Ruhrmündung in Ruhrort beschäftigt und 1825 zum Wasserbaumeister an der oberen Ruhr ernannt. Eine Studienreise nach Großbritannien 1830 veranlasste ihn, sich dem Eisenbahnbau in Deutschland zu widmen. Er erhielt dann Aufträge zur Bearbeitung der Eisenbahnprojekte Lippstadt–Rehme und Köln–Antwerpen. Nach Vollendung des letzteren Plans vervollständigte er in Belgien seine Studien über den Eisenbahnbau und veröffentlichte mehrere aufsehenerregende Denkschriften, infolge deren er den Auftrag zur Bearbeitung des Projekts einer Eisenbahn von Elberfeld nach Witten erhielt, das 1837 in dem größeren Projekt der Rhein-Weser-Bahn aufging.
Nach vorübergehenden Anstellungen als Wasserbaumeister in Ruhrort und Danzig sowie als technischer Mitarbeiter im preußischen Finanzministerium in Berlin war er seit 1843 am Bau der Niederschlesisch-Märkischen Eisenbahn beteiligt, die 1846 dem Verkehr übergeben wurde. 1848 erhielt er den Auftrag zur Ausführung des Kanals von Berlin nach Spandau und bewirkte noch im selben Jahr den Ankauf der Köln-Minden-Thüringischen Verbindungs-Eisenbahn durch den preußischen Staat, bearbeitete die Pläne zu deren Vollendung und brachte den Bau wieder in Gang. Zum Vorsitzenden der daraus entstandenen Königlichen Direction der Westfälischen Eisenbahn ernannt, förderte er deren schwierigen Bau und vollendete ihn 1853.
Mit der Ordnung des reichen, insbesondere auf einer Studienreise in den Vereinigten Staaten gesammelten Materials zu einem größeren bautechnischen Werk sowie mit der Vorbereitung zu Vorträgen an der Berliner Bauakademie beschäftigt, starb er am 21. Januar 1860.

### Ehrungen
- Roter Adler-Orden IV. Klasse (1838)[1]
- Großherzoglich Sachsen-Weimarischer Falken-Orden (1838)
- Großherzoglich Sachsen-Ernestinischer Hausorden (1845)
- Roter Adler-Orden III. Klasse mit Schleife (1851)
- Ritterkreuz des Kurhessischen Wilhelms-Orden (1854)
- Kommandeurkreuz II. Klasse des Königlich Hannoverschen Guelphen-Orden

## Schriften
- Der Ruhrstrom und seine Schifffahrts-Verhältnisse. Essen 1840.
- Praktische Anleitung zum Erdbau. Berlin 1856. (3. Auflage 1873)
- Hilfstafeln bei Berechnung des Inhalts von Erdarbeiten beim Bau der Eisenbahnen, Chausseen und Kanäle. Berlin 1854.
- Normalbrücken und Durchlässe. 2. Auflage, Berlin 1869.
- Bendel (Hrsg.): Aufsätze, betreffend das Eisenbahnwesen in Nordamerika. Berlin 1862.